# Cookie Monster (roman)
Cet article concerne le roman court de Vernor Vinge. Pour la marionnette dans l'émission pour enfants 1, rue Sésame, voir Cookie Monster.
Cookie Monster (titre original : The Cookie Monster) est un roman court de science-fiction de Vernor Vinge paru en 2003 puis traduit en français et publié aux éditions Le Bélial' en 2016. Il a obtenu le prix Hugo du meilleur roman court 2004 ainsi que le prix Locus du meilleur roman court 2004.

## Résumé
Dixie Mae Leigh vient d'être embauchée au service client de LotsaTech, la plus grande entreprise high-tech du monde. Au cours de son premier jour de travail, après une semaine entière de formation aux produits de l'entreprise, elle reçoit un email assez insultant mais également très intrigant car contenant des informations connues d'elle seule à propos de sa jeunesse. Accompagnée d'un, puis de plusieurs employés de LotsaTech, elle va enquêter une après-midi durant au sein des locaux situés dans un immense parc afin de trouver l'identité  de l'expéditeur de cet étonnant message.